# 28 juin 1919
Le samedi 28 juin 1919 est le 179e jour de l'année 1919.

## Naissances
- Leo Turunen, footballeur finlandais
- Ruggero Maccari (mort le 8 mai 1989), scénariste italien

## Décès
- Bernard Meyer (né le 15 février 1865), cavalier français
- William Philip Schreiner (né le 30 août 1857), homme d'État sud-africain

## Événements
- Signature du traité de Versailles entre la France, ses alliés et l'Allemagne, qui met fin à la Première Guerre mondiale.
  - L’Allemagne perd 10 % de son territoire : Alsace-Lorraine, cantons d’Eupen, de Malmedy et de Moresnet (à la Belgique), Nord du Schleswig-Holstein (Danemark), Luxembourg, Posnanie et Prusse-Occidentale (Pologne). La Sarre relève pour 15 ans de la SDN. La Rhénanie est démilitarisée et occupée par les Alliés pendant 15 ans. Les Alliés imposent la livraison de tout le  matériel militaire, l’interdiction du service militaire obligatoire et la dissolution du grand état-major. L’armée devra être limitée à 100 000 hommes. L’Allemagne est tenue pour responsable des dommages de guerre.
  - Lloyd George s’oppose au plan de Clemenceau d’annexion de la Rhénanie tout en acceptant une occupation militaire temporaire. Il suggère que la frontière franco-allemande soit garantie par Londres et Washington et exige que les réparations couvrent les pensions des veuves de guerre.
  - Le traité de Versailles fixe les frontières occidentales de la Pologne qui obtient un accès à la mer avec la Prusse-Occidentale (le corridor polonais) à l’exception de Dantzig et la Posnanie.
  - Le Canada fait partie des signataires du traité de Versailles mettant fin à la première guerre mondiale.
  - Le Ruanda-Urundi passe sous mandat belge.
  - Le Tanganyika passe sous mandat britannique.
  - Le gouvernement de la République de Chine refuse de signer le traité de Versailles.
- Création des Cameroun britannique et Cameroun français
- Début du mandat de la Société des Nations